# Chlor-37
Chlor-37 (37Cl) je společně s chlorem-35 jedním ze dvou stabilních izotopů chloru; představuje 24,24 % přírodního chloru.
Sluneční neutrina byla objevena použitím radiometrické metody založené na přeměně 37Cl.

## Detekce neutrin
Jedna z metod detekce slunečních neutrin je založena na obráceném elektronovém záchytu způsobeném absorpcí elektronového neutrina. Chlor-37 se přemění na argon-37 následující reakcí:
37Cl + νe → 37Ar + e−.
Argon-37 se následně přemění záchytem elektronu (s poločasem 35,04 dne) zpět na chlor-37:
37Ar + e− → 37Cl + νe.
Při této reakci se uvolní Augerovy elektrony o specifické energii. Detekcí těchto elektronů je interakce s neutrinem potvrzena. K detekci jsou potřeba stovky tisíc litrů tetrachlormethanu (CCl4) nebo tetrachlorethylenu (C2Cl4) skladované v podzemních nádržích.

## Výskyt
37Cl je těžší než 35Cl a má tendenci k většímu zastoupení v chloridových minerálech než v roztocích (například mořské vodě). Zastoupení v organochloridech se může lišit o několik desetin procenta.